# Billets de banque en francs suisses

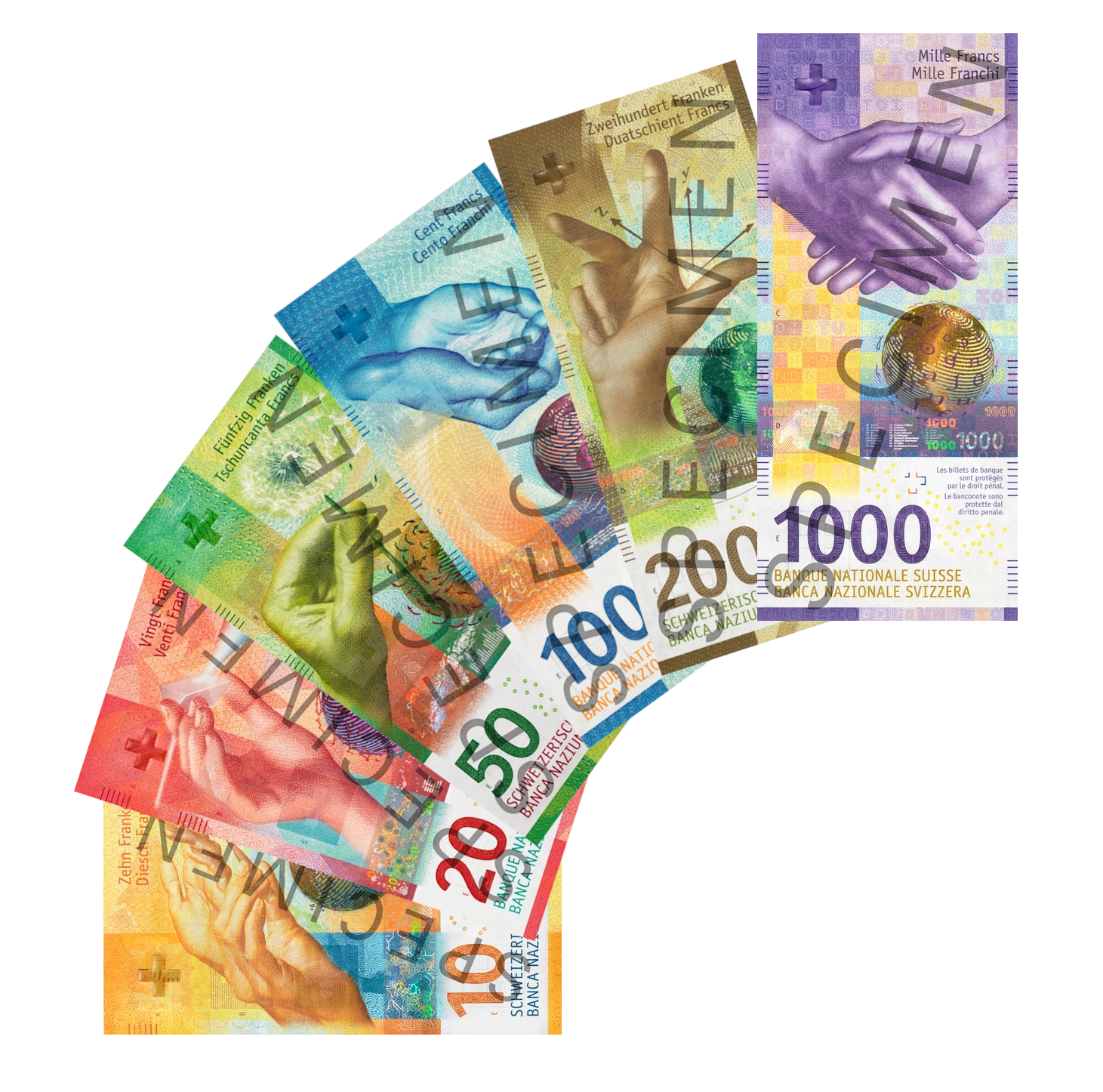
Ensemble des billets de la neuvième série.

Les billets de banque de la Confédération suisse ayant cours légal en Suisse et au Liechtenstein sont libellés en francs suisses.
Alors que les pièces métalliques sont neutres d'un point de vue linguistique, la valeur des billets est indiquée dans les quatre langues nationales.
Le code de représentation des devises (billets et pièces de monnaie) est pour la Suisse ISO 4217 CHF, il représente un compromis linguistique, CH signifiant Confoederatio Helvetica en latin et Fr. pour franc.

## Montant des billets en circulation
Le montant total des billets en circulation est passé de 76 milliards de francs suisses en 2018, à 87 173 836 967 CHF en 2022 soit 87 662 882 179 €
Les billets de 1 000 francs (surnommé un temps, avec l'émission du type de la 6e série, les « fourmis ») représentent près de 62 % du montant total en circulation, contre 15 % pour les billets de 200 francs et 16 % pour les billets de 100 francs.

## Les séries de billets émises
| Série     | Introduction | Sans valeur dès le        | Rappelé le       | Artistes                                                                                       | Remarques |
| --------- | ------------ | ------------------------- | ---------------- | ---------------------------------------------------------------------------------------------- | --- |
| 1re série | 1907         | 1er juillet 1945          | 1er juillet 1925 | Josef Storck, Albert Walch                                                                     | Billets transitoires |
| 2e série  | 1911         | 1er octobre 1978          | 1er octobre 1958 | Eugène Burnand, Ferdinand Hodler, S. Balzer (O. Füssli), Gabriel Lory (fils), Friedrich Moritz | |
| 3e série  | 1918         | Variable                  | Variable         | Orell Füssli, imprimeur à Zurich                                                               | Billets de guerre, partiellement émis |
| 4e série  | 1938         | —                         | —                | Victor Surbeck et Hans Erni                                                                    | Série de réserve, pas mise en circulation |
| 5e série  | 1956         | 1er mai 2000              | 1er mai 1980     | Pierre Gauchat et Hermann Eidenbenz, De La Rue, imprimeur                                      | |
| 6e série  | 1976         | Sans limite dans le temps | 1er mai 2000     | Ernst et Ursula Hiestand                                                                       | |
| 7e série  | 1984         | —                         | —                | Elisabeth et Roger Pfund                                                                       | Série de réserve, pas mise en circulation. À l'exception du billet de 1 000 francs, elle représentait les mêmes personnages historiques que la 6e série. |
| 8e série, | 1995         | Sans limite dans le temps | 30 avril 2021    | Jörg Zintzmeyer                                                                                | |
| 9e série, | 2016         | En circulation            | En circulation   | Manuela Pfrunder                                                                               | Voir «Neuvième série» ci-dessous |

### Première série
| 1re série de billets de banque suisses | 1re série de billets de banque suisses | 1re série de billets de banque suisses | 1re série de billets de banque suisses | 1re série de billets de banque suisses | 1re série de billets de banque suisses | 1re série de billets de banque suisses | 1re série de billets de banque suisses |
| Image                                  | Image                                  | Valeur                                 | Dimensions                             | Couleur dominante                      | Figure au recto                        | Dessin au verso                        | Date d'émission                        |
| Recto                                  | Verso                                  | Valeur                                 | Dimensions                             | Couleur dominante                      | Figure au recto                        | Dessin au verso                        | Date d'émission                        |
| -------------------------------------- | -------------------------------------- | -------------------------------------- | -------------------------------------- | -------------------------------------- | -------------------------------------- | -------------------------------------- | -------------------------------------- |
|                                        |                                        | 50 francs                              | 103 × 166 mm                           | Vert                                   | Helvétie                               | Ornements                              | 20 juin 1907                           |
|                                        |                                        | 100 francs                             | 116 × 183 mm                           | Bleu                                   | Helvétie                               | Ornements                              | 20 juin 1907                           |
|                                        |                                        | 500 francs                             | 126 × 199 mm                           | Vert                                   | Helvétie                               | Ornements                              | 20 juin 1907                           |
|                                        |                                        | 1 000 francs                           | 132 × 215 mm                           | Violet                                 | Helvétie                               | Ornements                              | 20 juin 1907                           |

### Deuxième série
Il s'agit de la première série supervisée par la Banque Nationale Suisse (BNS), établie en 1905. Ces billets, très résistants aux contrefaçons, restent en circulation jusqu'en 1958.
| 2e série de billets de banque suisses | 2e série de billets de banque suisses | 2e série de billets de banque suisses | 2e série de billets de banque suisses | 2e série de billets de banque suisses | 2e série de billets de banque suisses | 2e série de billets de banque suisses | 2e série de billets de banque suisses |
| Image                                 | Image                                 | Valeur                                | Dimensions                            | Couleur dominante                     | Figure au recto                       | Dessin au verso                       | Date d'émission                       |
| Recto                                 | Verso                                 | Valeur                                | Dimensions                            | Couleur dominante                     | Figure au recto                       | Dessin au verso                       | Date d'émission                       |
| ------------------------------------- | ------------------------------------- | ------------------------------------- | ------------------------------------- | ------------------------------------- | ------------------------------------- | ------------------------------------- | ------------------------------------- |
|                                       |                                       | 5 francs                              | 70 × 125 mm                           | Vert-brun                             | Guillaume Tell                        | Ornements et rosace                   | 3 août 1914                           |
|                                       |                                       | 10 francs                             | 82 × 135 mm                           | Vert                                  | Neuchâteloise                         | Ornements et rosace                   | Billet de réserve                     |
|                                       |                                       | 20 francs                             | 95 × 163 mm                           | Bleu clair et violet                  | Vreneli                               | Ornements et rosace                   | 31 juillet 1914                       |
|                                       |                                       | 40 francs                             | 82 × 144 mm                           | Violet-brun                           | Arnold von Winkelried                 | Ornements et rosace                   | Billet de réserve                     |
|                                       |                                       | 50 francs                             | 106 × 165 mm                          | Vert                                  | Femme                                 | Bûcheron                              | 22 décembre 1911                      |
|                                       |                                       | 100 francs                            | 115 × 181 mm                          | Bleu foncé                            | Femme                                 | Faucheur                              | 16 septembre 1911                     |
|                                       |                                       | 500 francs                            | 125 × 200 mm                          | Rouge brun                            | Femme                                 | Brodeuses                             | 24 décembre 1912                      |
|                                       |                                       | 1 000 francs                          | 131 × 216 mm                          | Violet                                | Femme                                 | Fonderie                              | 16 septembre 1911                     |

### Troisième série
| 3e série de billets de banque suisses | 3e série de billets de banque suisses | 3e série de billets de banque suisses | 3e série de billets de banque suisses | 3e série de billets de banque suisses | 3e série de billets de banque suisses | 3e série de billets de banque suisses      | 3e série de billets de banque suisses |
| Image                                 | Image                                 | Valeur                                | Dimensions                            | Couleur dominante                     | Figure au recto                       | Dessin au verso                            | Date d'émission                       |
| Recto                                 | Verso                                 | Valeur                                | Dimensions                            | Couleur dominante                     | Figure au recto                       | Dessin au verso                            | Date d'émission                       |
| ------------------------------------- | ------------------------------------- | ------------------------------------- | ------------------------------------- | ------------------------------------- | ------------------------------------- | ------------------------------------------ | ------------------------------------- |
|                                       |                                       | 20 francs                             | 86 × 143 mm                           | Brun et bleu                          | Johann Heinrich Pestalozzi            | Croix suisse                               | 15 juillet 1930                       |
|                                       |                                       | 20 francs                             | 86 × 143 mm                           | Brun et bleu                          | Johann Heinrich Pestalozzi            | Croix suisse                               | Billet de réserve                     |
|                                       |                                       | 20 francs                             | 88 × 141 mm                           | Brun et bleu                          | Fribourgeoise                         | Ornements et rosace                        | Billet de réserve                     |
|                                       |                                       | 100 francs                            | 115 × 180 mm                          | Bleu                                  | Guillaume Tell                        | Ornements, rosace et massif de la Jungfrau | 27 septembre 1918                     |
|                                       |                                       | 100 francs                            | 115 × 180 mm                          | Bleu                                  | Guillaume Tell                        | Ornements, rosace et massif de la Jungfrau | Billet de réserve                     |

### Quatrième série
Cette série est une série de réserve conçue par les peintres Victor Surbeck et Hans Erni, elle n'a jamais été mise en circulation.
| 4e série de billets de banque suisses | 4e série de billets de banque suisses | 4e série de billets de banque suisses | 4e série de billets de banque suisses | 4e série de billets de banque suisses | 4e série de billets de banque suisses | 4e série de billets de banque suisses | 4e série de billets de banque suisses |
| Image                                 | Image                                 | Valeur                                | Dimensions                            | Couleur dominante                     | Figure au recto                       | Dessin au verso                       | Date d'émission                       |
| Recto                                 | Verso                                 | Valeur                                | Dimensions                            | Couleur dominante                     | Figure au recto                       | Dessin au verso                       | Date d'émission                       |
| ------------------------------------- | ------------------------------------- | ------------------------------------- | ------------------------------------- | ------------------------------------- | ------------------------------------- | ------------------------------------- | ------------------------------------- |
|                                       |                                       | 50 francs                             | 96 × 167 mm                           | Vert                                  | Tête de femme                         | Taureau                               | Billet de réserve                     |
|                                       |                                       | 100 francs                            | 106 × 190 mm                          | Bleu                                  | Femme du Haslital                     | Ornements et rosace                   | Billet de réserve                     |
|                                       |                                       | 500 francs                            | 116 × 210 mm                          | Rouge                                 | Tête de femme                         | Chimie                                | Billet de réserve                     |
|                                       |                                       | 1 000 francs                          | 125 × 228 mm                          | Violet                                | Tête de femme                         | Turbine                               | Billet de réserve                     |

### Cinquième série
Il s'agit de la première fois qu'une coupure de 10 francs est émise.
| 5e série de billets de banque suisses | 5e série de billets de banque suisses | 5e série de billets de banque suisses | 5e série de billets de banque suisses | 5e série de billets de banque suisses | 5e série de billets de banque suisses | 5e série de billets de banque suisses | 5e série de billets de banque suisses |
| Image                                 | Image                                 | Valeur                                | Dimensions                            | Couleur dominante                     | Figure au recto                       | Dessin au verso                       | Date d'émission                       |
| Recto                                 | Verso                                 | Valeur                                | Dimensions                            | Couleur dominante                     | Figure au recto                       | Dessin au verso                       | Date d'émission                       |
| ------------------------------------- | ------------------------------------- | ------------------------------------- | ------------------------------------- | ------------------------------------- | ------------------------------------- | ------------------------------------- | ------------------------------------- |
|                                       |                                       | 10 francs                             | 137 × 75 mm                           | Rouge brun                            | Gottfried Keller                      | Benoîte rampante                      | 1er octobre 1956                      |
|                                       |                                       | 20 francs                             | 85 × 155 mm                           | Bleu clair                            | Général Henri Dufour                  | Carline sans tige                     | 23 mars 1956                          |
|                                       |                                       | 50 francs                             | 95 × 173 mm                           | Vert                                  | Tête de fille                         | Cueillette des Pommes                 | 14 juin 1957                          |
|                                       |                                       | 100 francs                            | 105 × 191 mm                          | Bleu foncé                            | Tête de garçon                        | Saint-Martin                          | 14 juin 1957                          |
|                                       |                                       | 500 francs                            | 115 × 210 mm                          | Brun                                  | Tête de femme                         | Fontaine de Jouvence                  | 14 juin 1957                          |
|                                       |                                       | 1 000 francs                          | 125 × 228 mm                          | Violet                                | Tête de femme                         | Danse des morts                       | 14 juin 1957                          |

### Sixième série
À la suite de l'apparition de faux billets, une sixième série est préparée dès la fin des années 1960. Il est décidé d'utiliser comme motif des portraits, plus difficiles à falsifier. Le concours d'idées est remporté par Roger et Elisabeth Pfund. Le conseil de la Banque nationale suisse décide cependant, pour des considérations d'ordre sécuritaire, de réaliser le projet ayant obtenu la 2e place, conçu par Ernst et Ursula Hiestand, et imprimé par la société Orell Füssli (en). La sixième série est mise en circulation dès 1976, et sera rappelée en 2000. Elle devait théoriquement ne plus avoir de valeur dès janvier 2020 mais le conseil fédéral décide fin 2019 de passer à un échange sans limite dans le temps pour les billets émis entre 1976 et 1979.
| 6e série de billets de banque suisses | 6e série de billets de banque suisses | 6e série de billets de banque suisses | 6e série de billets de banque suisses | 6e série de billets de banque suisses | 6e série de billets de banque suisses                         | 6e série de billets de banque suisses |
| Image                                 | Image                                 | Valeur                                | Dimensions                            | Couleur dominante                     | Figures au recto / verso                                      | Date d'émission                       |
| Recto                                 | Verso                                 | Valeur                                | Dimensions                            | Couleur dominante                     | Figures au recto / verso                                      | Date d'émission                       |
| ------------------------------------- | ------------------------------------- | ------------------------------------- | ------------------------------------- | ------------------------------------- | ------------------------------------------------------------- | ------------------------------------- |
|                                       |                                       | 10 francs                             | 137 × 66 mm                           | Rouge brun                            | Leonhard Euler / Turbine hydraulique                          | 4 avril 1978                          |
|                                       |                                       | 20 francs                             | 148 × 70 mm                           | Bleu clair                            | Horace-Bénédict de Saussure / Groupe d'alpinistes et ammonite | 4 avril 1977                          |
|                                       |                                       | 50 francs                             | 159 × 74 mm                           | Vert                                  | Konrad Gessner / Hibou grand-duc                              | 4 octobre 1976                        |
|                                       |                                       | 100 francs                            | 170 × 78 mm                           | Bleu foncé                            | Francesco Borromini / Sant'Ivo                                | 4 octobre 1978                        |
|                                       |                                       | 500 francs                            | 181 × 82 mm                           | Brun                                  | Albrecht von Haller / Orchidée bleue et motif anatomique      | 4 avril 1979                          |
|                                       |                                       | 1 000 francs                          | 192 × 86 mm                           | Violet                                | Auguste Forel / Fourmis                                       | 5 novembre 1979                       |

### Septième série
La septième série est une série de réserve conçue en 1984 ; elle était prévue pour être émise si la série qui a cours subissait trop de falsifications. Elle n'a jamais été mise en circulation. Le graphisme est l'œuvre de Roger et Elisabeth Pfund, vainqueurs du concours lancé pour la sixième série.
| 7e série de billets de banque suisses | 7e série de billets de banque suisses | 7e série de billets de banque suisses | 7e série de billets de banque suisses | 7e série de billets de banque suisses | 7e série de billets de banque suisses | 7e série de billets de banque suisses |
| Image                                 | Image                                 | Valeur                                | Dimensions                            | Couleur dominante                     | Figure au recto                       | Date d'émission                       |
| Recto                                 | Verso                                 | Valeur                                | Dimensions                            | Couleur dominante                     | Figure au recto                       | Date d'émission                       |
| ------------------------------------- | ------------------------------------- | ------------------------------------- | ------------------------------------- | ------------------------------------- | ------------------------------------- | ------------------------------------- |
|                                       |                                       | 10 francs                             | 137 × 66 mm                           | Rouge brun                            | Leonhard Euler                        | Billet de réserve                     |
|                                       |                                       | 20 francs                             | 148 × 70 mm                           | Bleu clair                            | Horace-Bénédict de Saussure           | Billet de réserve                     |
|                                       |                                       | 50 francs                             | 159 × 74 mm                           | Vert                                  | Conrad Gessner                        | Billet de réserve                     |
|                                       |                                       | 100 francs                            | 170 × 78 mm                           | Bleu foncé                            | Francesco Borromini                   | Billet de réserve                     |
|                                       |                                       | 500 francs                            | 181 × 82 mm                           | Brun                                  | Albrecht von Haller                   | Billet de réserve                     |
|                                       |                                       | 1 000 francs                          | 192 × 86 mm                           | Violet                                | Louis Agassiz                         | Billet de réserve                     |

### Huitième série
L'apparition durant les années 1980 de nouvelles technologies (tels que les photocopieurs laser) conduit à la préparation d'une nouvelle série. En 1991, la BNS invite quinze graphistes à soumettre des propositions. Les trois projets lauréats, dont celui de Rosmarie Tissi, développent un modèle de billet de 50 francs. Le graphisme final sera réalisé par Jörg Zintzmeyer. Mise en circulation entre 1995 et 1998, cette série a remplacé la sixième série. Elle ne contient plus de billet de 500 francs, et comprend pour la première fois un billet de 200 francs. Pour la première fois, un personnage féminin — Sophie Taeuber-Arp — apparaît sur un billet de banque suisse.
Les billets de la huitième série ont été rappelés au 30 avril 2021 et ne constituent donc plus un moyen de paiement ayant cours légal. Ils peuvent cependant être échangés à la Banque nationale suisse, à leur valeur nominale, sans limitation dans le temps, directement ou par l’intermédiaire des agences des banques cantonales.
| 8e série de billets de banque suisses | 8e série de billets de banque suisses | 8e série de billets de banque suisses | 8e série de billets de banque suisses | 8e série de billets de banque suisses | 8e série de billets de banque suisses | 8e série de billets de banque suisses                            | 8e série de billets de banque suisses |
| Image                                 | Image                                 | Valeur                                | Dimensions                            | Couleur dominante                     | Figure au recto                       | Représentation au verso                                          | Date d'émission                       |
| Recto                                 | Verso                                 | Valeur                                | Dimensions                            | Couleur dominante                     | Figure au recto                       | Représentation au verso                                          | Date d'émission                       |
| ------------------------------------- | ------------------------------------- | ------------------------------------- | ------------------------------------- | ------------------------------------- | ------------------------------------- | ---------------------------------------------------------------- | ------------------------------------- |
|                                       |                                       | 10 francs                             | 126 × 74 mm                           | Jaune                                 | Le Corbusier                          | Plan de sol du district gouvernemental de la ville de Chandigarh | 8 avril 1997                          |
|                                       |                                       | 20 francs                             | 137 × 74 mm                           | Rose                                  | Arthur Honegger                       | Mouvement symphonique Pacific 231                                | 1er octobre 1996                      |
|                                       |                                       | 50 francs                             | 148 × 74 mm                           | Vert                                  | Sophie Taeuber-Arp                    | Tête Dada, 1919                                                  | 3 octobre 1995                        |
|                                       |                                       | 100 francs                            | 159 × 74 mm                           | Bleu                                  | Alberto Giacometti                    | Homme qui marche I                                               | 1er octobre 1998                      |
|                                       |                                       | 200 francs                            | 170 × 74 mm                           | Brun                                  | Charles Ferdinand Ramuz               | Lac de Derborence (Les Diablerets), Lavaux                       | 1er octobre 1997                      |
|                                       |                                       | 1 000 francs                          | 181 × 74 mm                           | Violet                                | Jacob Burckhardt                      | Palais Strozzi à Florence                                        | 1er avril 1998                        |

### Neuvième série: «La Suisse aux multiples facettes»
En 2005, la Banque nationale suisse (BNS) a annoncé qu'elle commençait le développement de la 9e série de billets, l'importance des mesures de sécurité déjà révélée et le temps de création de nouveaux billets imposant de commencer très tôt leur création. La taille des coupures sera également diminuée.
Le concours d'idées est remporté par Manuel Krebs, avec « un projet thématisant le sida ». La BNS attribue toutefois le mandat à la graphiste Manuela Pfrunder, qui avait obtenu le deuxième prix.
À la suite de divers problèmes techniques lors de la production industrielle des billets, la BNS a annoncé le 13 décembre 2012 que la série ne sera pas lancée avant 2016.
Le passage de la huitième à la neuvième série de billets a commencé en 2016 et s’est poursuivie par étapes jusqu’à fin 2019. Première de la nouvelle série, dévoilé le 6 avril 2016 par la BNS, est la coupure de 50 francs, qui est en circulation depuis le 16 avril 2016. Celle de 20 francs l’est depuis le 17 mai 2017, celle de 10 francs depuis le 18 octobre 2017 et celle de 200 francs depuis le 22 août 2018. La nouvelle coupure est celle de 1 000 francs, qui a été mise en service le 13 mars 2019.
La dernière coupure à paraître, celle de 100 francs, a été présentée le 3 septembre 2019 pour une mise en circulation le 12 septembre.
|  |  | 10 francs    | 123 × 70 mm | Jaune  | Le sens de l'organisation Élément : le temps    | Le réseau ferroviaire suisse ainsi que la liste des plus longs tunnels de suisse. | Les fuseaux horaires mondiaux.                            | Mains avec une baguette de chef d'orchestre | Tunnel du Lötschberg Mouvement d'horlogerie | 18 octobre 2017   |
|  |  | 20 francs    | 130 × 70 mm | Rouge  | La créativité Élément : la lumière              | L'émission lumineuse des villes suisses ainsi que la distance (exprimée en temps-lumière) séparant la terre des éléments du système solaire et autres astres, ou éléments cosmologiques, hors du système solaire. | Les constellations astronomiques.                         | Main avec un prisme                         | Festival de Locarno Papillons               | 17 mai 2017       |
|  |  | 50 francs    | 137 × 70 mm | Vert   | L'aventure Élément : le vent                    | La carte des Alpes ainsi que les plus grands sommets de Suisse. | Les courants maritimes et aériens                         | Main avec un pissenlit                      | Alpes Parapente                             | 12 avril 2016     |
|  |  | 100 francs   | 144 × 70 mm | Bleu   | La tradition humanitaire Élément : l'eau        | Les plus longs fleuves et rivières de Suisse ainsi que le réseau des cours d'eau du pays. | Des lignes isobares                                       | Mains avec de l'eau                         | Bisse d'Ayent Bisse                         | 12 septembre 2019 |
|  |  | 200 francs   | 151 × 70 mm | Brun   | La vocation scientifique Élément : la matière   | Une carte abstraite des différentes ères géologiques ainsi que les stades de l'évolution de l'univers. | La répartition des masses terrestres à la fin du crétacé. | Main illustrant la règle de la main droite  | CERN                                        | 22 août 2018      |
|  |  | 1 000 francs | 158 × 70 mm | Violet | Le goût de la communication Élément : la parole | Les régions linguistiques de la Suisse et des pays voisins ainsi que les cantons suisses | Des signes phonétiques                                    | Poignée de mains                            | Conseil national                            | 13 mars 2019      |